# I Me
I Me es un grupo musical chino de género pop. El grupo se formó en 2010 formada por un grupo de niñas, pues sus integrantes son; Mocika Lee (Chinese:李媛希），Niki Yi(Chinese: 易易紫), Mikan Liu (Chinese:刘美含）from China, Pure Ness Shen (Chinese:沈泫京） de Corea del Sur y Sara Na (Chinese:那琳） de Tailandia.
| Past members | Mocika Mikan Niki Sara Haley |

## Premios
At the 2010 Mnet Asian Music Awards, I-ME won the Best Asian New Artist award.

## Discografía
Primer EP-----i Me《哎咿呀》
| Canción    | Información del tema musical                    |
| ---------- | ----------------------------------------------- |
| 哎咿呀     | The theme song of the EP                        |
| 完美世界   | A song to predict the wonderful future          |
| 我有想念   | A song related to a girl's puppy love           |
| 一直很喜欢 | A song describes a girl's hidden love for a boy |
| 友情的界限 | A song sang by I ME and Top Combine             |